# Altpreußische Biographie
Die Altpreußische Biographie (ApB) ist ein biographisches Nachschlagewerk in fünf Bänden. Sie geht zurück auf eine Initiative im Jahre 1923, infolge derer die Historische Kommission für ost- und westpreußische Landesforschung begründet wurde, sowie die seit 1864 erscheinende Altpreußische Monatsschrift (AMS) eingestellt und unter dem Titel Altpreußische Forschungen eine Nachfolgereihe gestartet wurde. 
Die erste Lieferung zu Band I der ApB erschien 1936, die letzte zu Band II im Jahre 1967. Danach folgten diverse Ergänzungen, die jüngste und abschließende im Jahre 2015, so dass ca. 7000 Personen erfasst sind. Erstellt wurde sie nach dem Vorbild der Allgemeinen Deutschen Biographie (ADB).
Der Mitbegründer der ApB, Christian Krollmann, starb bereits 1944. (Er hatte die Drucklegung bis zum Buchstaben „P“ begleitet.) Klaus Bürger, der Herausgeber des fünften Bandes, starb 2010. 

## Bände

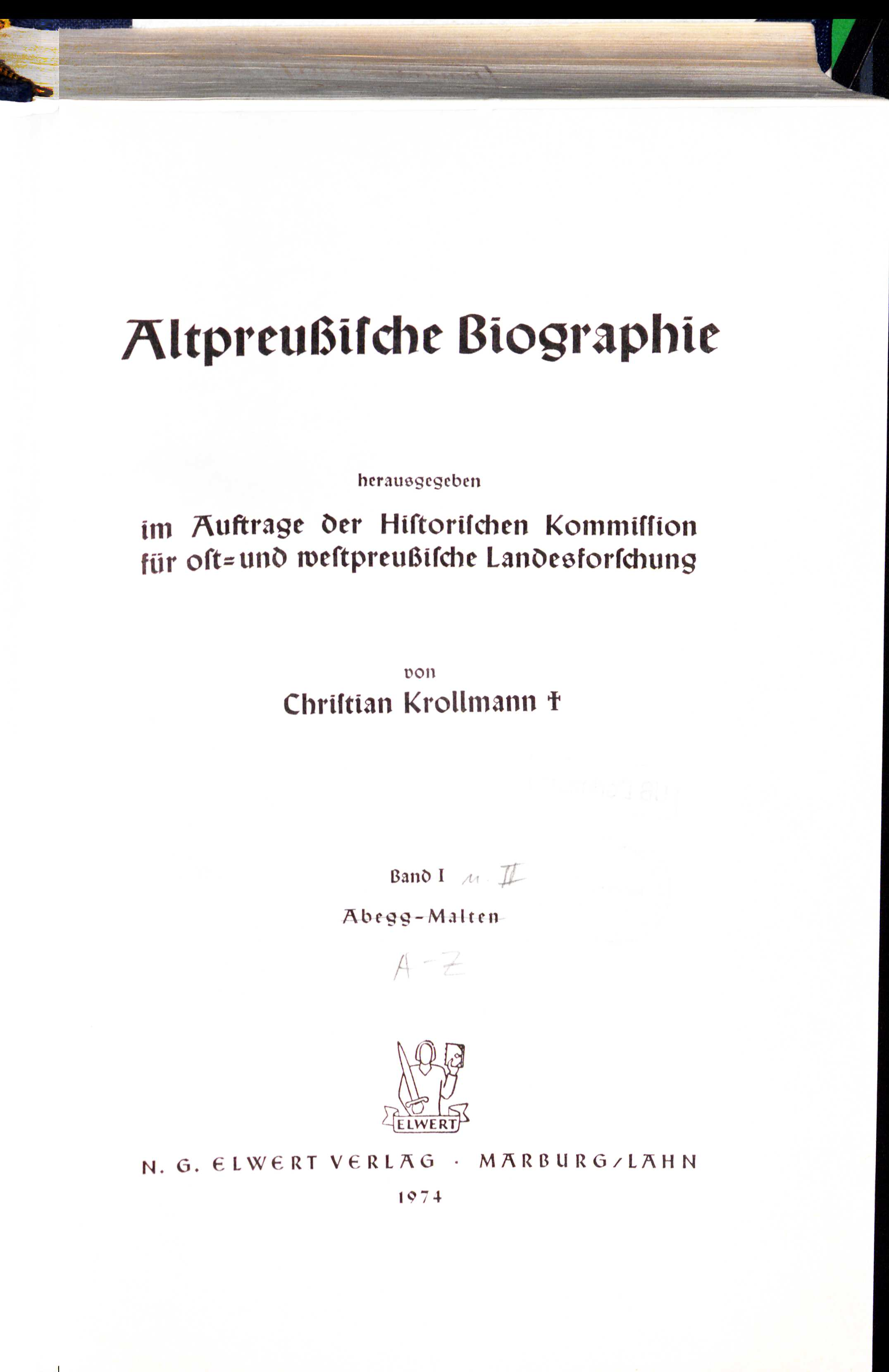
Altpreußische Biographie 1974

I.   Abegg – Malten. Königsberg 1941, ND Marburg/L. 1974, ISBN 3-7708-0502-X.
II.  Maltitz – Z. Marburg/L. 1967, DNB 365290726.
III. Ergänzungen zu Bd. I und II. 1975, ISBN 3-7708-0504-6.
IV.  Ergänzungen zu Bd. I bis III, Hrsg. Ernst Bahr u. a. Marburg/Lahn 1995, ISBN 3-7708-1003-1.
V,1  Hrsg. Klaus Bürger. Marburg/Lahn 2000, ISBN 3-7708-1157-7.
V,2  Hrsg. Klaus Bürger. 2007, ISBN 978-3-7708-1301-8.
V,3  Hrsg. von Klaus Bürger (✝), zu Ende geführt in Zusammenarbeit mit Joachim Artz von Bernhart Jähnig. 2015, ISBN 978-3-7708-1343-8.